# Erman Tanyıldız
Erman Tanyildiz (* 1. Mai 1949 in Istanbul; † 19. Juli 2021 in Berlin) war ein deutscher Unternehmer. 1994 gründete er eine Stiftung und 2002 die private  OTA Hochschule, seit November 2007 SRH Hochschule Berlin.

## Leben
Nach dem Besuch des deutschsprachigen Internats Istanbul Erkek Lisesi in Istanbul und dem Abitur 1969 studierte Tanyildiz von 1970 bis 1979 an der Technischen Universität Berlin Maschinenbau und Wirtschaftsingenieurwesen. Von 1980 bis 1983 war Tanyıldız Bereichsleiter für Berlin und später stellvertretender Gesamtgeschäftsführer für Deutschland der Facharbeiterausbildung GmbH in Hamburg.
In den Jahren 1983 bis 1993 war er Geschäftsführer der von ihm gegründeten Gesellschaft für berufliche Bildung OTA GmbH, die Grundlage für die heutige Stiftung, bis 1996 ebenfalls der OTA Investitions- u. Leasing Gesellschaft Tanyildiz oHG. Von 1984 bis 1988 war er ebenfalls Geschäftsführer der OTAG AG in Istanbul, im Anschluss dazu war Tanyıldız bis 1993 Geschäftsführer der Gesellschaft für angewandte Schweißtechnik OTA GmbH, sowie bis 1992 Geschäftsführer der OTA Atelier Bekleidungs-GmbH, der Maris Yachting Weber GbR und der OTA Catering Tanyildiz oHG. 1989 bis 1992 leitete Tanyıldız das Institut für Kunststofftechnik OTA Inh. Tanyildiz und von 1990 bis 1993 die Gesellschaft für berufliche Bildung, Weißensee GmbH, Berufliche Bildung: Nach der Aufgabe des Gesellschaftszwecks Namensänderung in OTA Grundstücks- und Verwaltungsgesellschaft mbH, bis 1995 auch die Gesellschaft für berufliche Bildung, BMHW GmbH.
Seit dem Jahr 1994 leitet Tanyıldız OTA-Tanyildiz Schweißtechnik (Kursstätte des DVS, zertifiziert nach ISO 9001) und die Stiftung für berufliche Bildung OTA-Tanyildiz. 2002 gründete er die OTA Hochschule, deren Träger die ehemals Stiftung für berufliche Bildung OTA-Tanyildiz (gemeinnützig), dann OTA Hochschule GmbH, staatlich anerkannte private Fachhochschule ist, von dieser war er bis 2005 Präsident. Im November 2007 gab er die OTA Hochschule an die SRH Holding ab, es erfolgte eine Namensänderung in SRH Hochschule, Berlin.
Im Oktober 2012 wurde er als Professor
durch die staatliche Arabaev Universität in Bischkek berufen.

## Zitate
- „Ich spreche seit 46 Jahren Deutsch, habe einen deutschen Pass, eine deutsche Frau, deutsche Kinder, und ich habe viele Millionen Steuern bezahlt. Und nun habe ich das Schwerste überhaupt vollbracht – in Deutschland eine Hochschule zu gründen. Was muss ich noch tun, bis ich einfach nur ein Deutscher bin, der zufällig aus der Türkei stammt? Ich bin kein Migrant, ich habe keinen Migrationshintergrund, ich bin ein türkischstämmiger Deutscher! Auch das ist Deutschland. Auch wir sind Deutschland.“[3]
- „Während hochbegabte Migrantenkinder am deutschen System scheitern, versucht die Regierung, das Bildungsproblem über Import zu lösen.“[4]